# Přehořov (Žihle)
Přehořov (německy Ueberbergen) je vesnice, část obce Žihle v severní části okresu Plzeň-sever v Plzeňském kraji. Leží 1,5 kilometru jižně od Žihle. Její katastrální území zaujímá 354,99 ha.

## Název
Název vesnice je odvozen ze jména Přehoř ve významu Přehořův dvůr. V historických pramenech se název objevuje ve tvarech: de Prehorow (1243), de Prehorowe (1240), de Prziehorzowa (1382), de Przehorzowa (1402), in Przeyehorzow (1410), in Prziehorz (1417), de Przehorzowa (1444), Přehořovský a v Přehořově (1524), na Przehorzowie (1621), Pržehorz (1651), Pržehorž a Pržehorzow (1787), Přehoř (1846), Přehořov a Přehoř (1854) a Přehořov nebo Ueberbergen (1911).

## Historie
První písemná zmínka o vesnici pochází z roku 1234. Roku 1240 jsou zmiňováni bratři Miloslav a Břetislav (Milozlaus et Prezzizlaus de Prihorowe).

## Přírodní poměry
Přehořov sousedí na severu s Žihlí, na jihovýchodě s Potvorovem a na jihozápadě s Odlezly. Severovýchodně od vsi začíná přírodní park Jesenicko, jižně po proudu Mladotického potoka je Odlezelské jezero. Vsí protéká Mladotický potok, do kterého ústí Přehořovský a pod vsí Potvorovský potok.

## Obyvatelstvo
Při sčítání lidu v roce 1921 zde žilo 258 obyvatel (z toho 135 mužů), z nichž bylo 151 Čechoslováků a 107 Němců. Většina se hlásila k římskokatolické církvi, ale dva lidé byli evangelíky, pět jich patřilo k církvi československé a jeden byl bez vyznání. Podle sčítání lidu z roku 1930 měla vesnice 234 obyvatel: 168 Čechoslováků, 74 Němců a dva cizince. Stále převažovala římskokatolická většina, ale žilo zde také 55 členů církve československé, dva příslušníci nezjišťovaných církví a sedm lidí bez vyznání.
| Rok            | 1869 | 1880 | 1890 | 1900 | 1910 | 1921 | 1930 | 1950 | 1961 | 1970 | 1980 | 1991 | 2001 | 2011 | 2021 |
| -------------- | ---- | ---- | ---- | ---- | ---- | ---- | ---- | ---- | ---- | ---- | ---- | ---- | ---- | ---- | ---- |
| Počet obyvatel | 230  | 232  | 241  | 207  | 241  | 258  | 234  | 131  | 119  | 114  | 84   | 63   | 56   | 57   | 55   |
| Počet domů     | 37   | 40   | 39   | 43   | 43   | 45   | 50   | 52   | 32   | 34   | 25   | 35   | 35   | 29   | 41   |

## Obecní správa
Při sčítání lidu v roce 1869 Přehořov byl osadou obce Žihle v okrese Podbořany. V letech 1880–1950 byl samostatnou obcí, se kterým patřil nejprve do okresu Podbořany, ale v roce 1950 v okrese Plasy. Od roku 1964 je opět částí obce Žihle v okrese Plzeň-sever.

### Starostové
Starosty obce byli:
- Rudolf Schuldes (1883)
- František Havel (1919–1923)
- Štěpán Tschischka (úřadující radní, 1. ledna 1923 – 5. února 1924)
- Josef Pták (1924 – asi 1928)
- Josef Kůsa (1928–1932)
- Alois Rott (1932 – asi 1938)
- Franz Klinger (1938 – asi 1945)

## Pamětihodnosti
- Kaple Nejsvětější Trojice